# Warmi
Warmi es el álbum debut de la cantante y actriz peruana Magaly Solier. Su lanzamiento se realizó el 12 de marzo de 2009. La composición de las canciones comenzó cuando Solier tenía ocho años. La mayoría de ellas están cantadas en quechua.

## Lista de canciones

### Edición estándar
1. Citaray — 4:12
2. Ripu Ripusajmi — 5:03
3. Para Para — 3:26
4. Pordiosera — 4:41
5. Vaca Vaca — 3:04
6. Viento Que Corre — 4:00
7. Jayna — 2:57
8. Ripuchkay — 4:51
9. Guitarra Yuyariptiy — 4:33

### Pista adicional
1. Por Qué Me Miras Así — 3:30
2. Waychaucito — 3:14

## Premios
| Premio       | Categoría          | Resultado |
| ------------ | ------------------ | --------- |
| Premio Luces | Mejor disco fusión | Ganador   |